# Christophe Mandanne
Christophe Mandanne est un footballeur français, né le 7 février 1985 à Toulouse. Il évolue au poste d'attaquant à la JS Saint-Pierroise.

## Carrière

### Le Havre AC
D'ascendance réunionnaise, Christophe Mandanne est formé au Le Havre AC et il fait ses débuts le 22 août 2003 en Ligue 2, contre le CS Sedan. Il participera à trois autres rencontres, dont une en tant que titulaire. La saison suivante, il joue plus souvent, avec 29 matchs. Il marque son premier but avec les pros le 13 août 2004, contre le Amiens Sporting Club. Son but permet aux siens de s'imposer sur le score de 2 à 1. Mandanne marque un deuxième but en championnat plus tard, contre Grenoble. Christophe Mandanne marque rarement lors de ses deux saisons à Le Havre (3 buts), mais le contenu de ses matchs est bon.

### Tours FC
En septembre 2005, Christophe Mandanne signe au Tours FC. Il dispute son premier match avec sa nouvelle équipe contre Libourne, en 3e division. Le Français montre beaucoup d’efficacité et devient, peu à peu, un titulaire indiscutable de son équipe pour la première fois de sa carrière. Mandanne montre toute l'étendue de son talent et marque 12 buts en 28 matchs de championnat lors de la saison 2005/2006. Il participe grandement à la remontée de son club en  Ligue 2. La saison suivante, il joue presque tous les matchs en championnat et marque 6 buts. Grâce à cette nouvelle bonne saison, il se fera remarquer par des clubs de Ligue 2. Après s’être révélé au Tours FC, Mandanne quitte le club après avoir joué 65 matchs et marqué à 18 reprises.

### Dijon FCO
En août 2007, Christophe Mandanne signe à Dijon. Il fait ses débuts le 27 août 2007 face à Ajaccio où il est  remplaçant. Il jouera ensuite quelques matchs en tant que titulaire et marquera son premier but sous ses nouvelles couleurs contre  Le Havre, son club formateur. La suite de sa saison ne sera pas brillante puisque Mandanne marquera seulement 5 buts en 40 matchs, toutes compétitions confondues. La saison suivante, Christophe Mandanne est prêté au Stade de Reims pour le reste de la saison 2008/2009 après avoir commencé le championnat avec Dijon. Lors de son retour, il emmagasine de la confiance, ce qui lui permet d'inscrire 10 buts en championnat, dont un magnifique triplé face au Stade brestois. La saison suivante, beaucoup de club se montrent intéressés par le Français mais il préfère rester à Dijon. Il entame très bien sa saison avec un but dès son deuxième match de championnat, mais, par la suite, il se montre discret. Il marque un deuxième but lors de la 11e journée de championnat. Mandanne ne marquera plus jusqu'au 1er avril 2011. Il réalise  une saison irrégulière, avec 4 buts en 23 matchs de championnat. Mandanne joue pour la première fois de sa carrière en Ligue 1 lors de la saison 2011/2012. Il marque son premier but en Ligue 1 le 21 septembre 2011 contre Brest. Lors du mercato hivernal de 2012, Christophe Mandanne est prêté à Guingamp, club de Ligue 2. Peu après la fin de la saison 2011/2012, Guingamp annonce que Mandanne fait désormais partie de l'effectif breton. Il est officiellement  transféré en Juillet 2012.

### Prêt au Stade de Reims
Christophe Mandanne est donc prêté au Stade de Reims après avoir commencé le championnat avec Dijon. Il dispute sa première rencontre en tant que titulaire puis, pour son deuxième match ou il est titularisé, il marque un but. Le but égalisateur face à Sedan qui permettra à Reims d'arracher un point de cette rencontre. Christophe Mandanne enchaîne les buts et marque même le premier doublé de sa carrière face à Nîmes Olympique (2-2). Peu de temps après, il marque un incroyable quadruplé face à la modeste équipe de Villeneuve-Saint-Germain en Coupe de France. Il réalise alors l'une des meilleures saisons de sa carrière, avec 10 buts en 20 matchs.

### Prêt à l'En avant Guingamp
Christophe Mandanne est prêté à Guingamp avec option d'achat, et quitte le championnat de Ligue 1. Il débute contre Le Mans en rentrant à la 67e minute de jeu, puis il commence son deuxième match comme titulaire dans lequel il marque un but. Depuis, il participe à presque toutes les rencontres de Guingamp et continue de marquer. À la fin de la saison, Mandanne compte 31 matchs (12 avec  Dijon, 19 avec Guingamp) et 8 buts (1 but avec Dijon, 7 avec Guingamp).

### En avant Guingamp

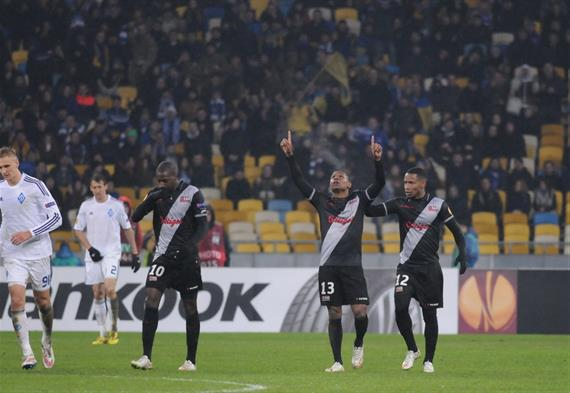
Christophe Mandanne après avoir marqué face à Kiev en seizièmes de finale de la Ligue Europa.

En 2012, Christophe Mandanne est transféré à Guingamp et compte bien faire remonter les siens en Ligue 1. Il débute bien et fait des matchs de qualité. Ses deux premiers buts sont inscrits lors du même match, celui contre l'AJ Auxerre (4-3). À la suite de ce doublé, Mandanne ne marque plus en championnat, malgré 2 buts en 2 matchs en Coupe de France. Il retrouve le chemin des filets en mai, où il marque un doublé et fait trois passes décisives, dans un match où son équipe s'impose très largement sur le score de 7-0 contre le Racing Club de Lens. Il poursuit sa série avec deux autres buts en deux matchs, les deux derniers de la saison 2012/2013. La saison suivante, il connait plus de difficultés en inscrivant seulement 1 but en Ligue 1 après 28 matchs joués. Néanmoins, lui et son club parviennent à se maintenir en Ligue 1 ce qui reste une belle performance. La saison 2014/2015 est sûrement la plus remarquable de sa carrière. Il découvre l'Europe en jouant la Ligue Europa. L'EA Guingamp et Mandanne réalise une première dans leur histoire : passer en phase à élimination directe. Guingamp affronte le Dynamo Kiev et s'impose 2-1 à l'aller mais s'incline 3-1 au retour malgré un but de Mandanne. En Ligue 1, il enchaîne les buts et dépasse, dès la 28e journée, son record personnel de buts en Ligue 1 en inscrivant notamment un doublé le 13 mars 2015 contre l'OGC Nice. En Coupe de France, il est tout aussi brillant en marquant 3 buts en 4 matchs. Il continue sa série de buts avec, en Coupe de la Ligue, 1 but en 2 matchs seulement. À la fin de la saison, Christophe Mandanne totalise 17 buts en 44 matchs. Une très belle performance, qui attire les convoitises.

### AS Nancy-Lorraine et LB Châteauroux
Après un passage d'un an aux Émirats arabes unis, il revient en France à l'AS Nancy-Lorraine, promue en Ligue 1 pour la saison 2016-2017. Il ne s'y impose pas, ne trouvant qu'à une seule reprise le chemin des filets en championnat sur la phase aller. Dès le mois de janvier 2017, son départ est envisagé avec un prêt dans son ancien club d'Al Fujairah. Un problème administratif fait finalement capoter l'affaire et le voit contraint de rester à Nancy. Sur la phase retour, il ne dispute que 8 rencontres de Ligue 1, n'en débutant que 3, sans s'y montrer décisif.
Il rejoint le 8 août 2017 la Berrichone Châteauroux, évoluant en Ligue 2, où il y paraphe un contrat de deux ans. Pour sa première saison, il participe à 25 rencontres de championnat (19 titularisations, 5 buts, 2 passes décisives) et pour sa seconde, à 26 (16 titularisations, 3 buts, 2 passes décisives).
Non-conservé au terme de son contrat, il est annoncé le 26 juin 2019 dans le groupe de l'UNFP FC, équipe qui permet à des footballeurs professionnels au chômage de faire une préparation physique correcte et d'effectuer plusieurs matchs amicaux contre des équipes professionnelles, ceci dans l'objectif de se montrer et de décrocher un contrat professionnel.

### JS Saint-Pierroise
Près de deux ans après avoir quitté la Berrichone Châteauroux, Christophe revient La Réunion, l'île où il a grandi jusqu'à ses 12 ans, en s'engageant en faveur de la JS Saint-Pierroise le 27 janvier 2021. Il débute sous ses nouvelles couleurs en Régionale 1 le 4 juillet 2021 contre le FC Parfin et inscrit à cette occasion son premier but en championnat.

## Statistiques
| Saison                | Club                  | Championnat           | Championnat | Championnat | Coupe nationale | Coupe nationale | Coupe de la Ligue | Coupe de la Ligue | Supercoupe | Supercoupe | Compétition(s) continentale(s) | Compétition(s) continentale(s) | Compétition(s) continentale(s) | Total | Total |
| Saison                | Club                  | Division              | M.          | B.          | M.              | B.              | M.                | B.                | M.         | B.         | Comp.                          | M.                             | B.                             | M.    | B.    |
| 2003-2004             | Le Havre AC           | Ligue 2               | 4           | 0           | -               | -               | -                 | -                 | -          | -          | -                              | -                              | -                              | 4     | 0     |
| 2004-2005             | Le Havre AC           | Ligue 2               | 29          | 2           | -               | -               | 3                 | 1                 | -          | -          | -                              | -                              | -                              | 32    | 3     |
| Sous-total            | Sous-total            | Sous-total            | 33          | 2           | -               | -               | 3                 | 1                 | -          | -          | -                              | -                              | -                              | 36    | 3     |
| 2005-2006             | Tours FC              | National              | 28          | 12          | 1               | 0               | -                 | -                 | -          | -          | -                              | -                              | -                              | 29    | 12    |
| 2006-2007             | Tours FC              | Ligue 2               | 35          | 6           | -               | -               | 1                 | 0                 | -          | -          | -                              | -                              | -                              | 36    | 6     |
| Sous-total            | Sous-total            | Sous-total            | 63          | 18          | 1               | 0               | 1                 | 0                 | -          | -          | -                              | -                              | -                              | 65    | 18    |
| 2007-2008             | Dijon FCO             | Ligue 2               | 34          | 4           | 5               | 1               | 1                 | 0                 | -          | -          | -                              | -                              | -                              | 40    | 5     |
| 2008-2009             | Dijon FCO             | Ligue 2               | 3           | 0           | -               | -               | -                 | -                 | -          | -          | -                              | -                              | -                              | 3     | 0     |
| Sous-total            | Sous-total            | Sous-total            | 37          | 4           | 5               | 1               | 1                 | 0                 | -          | -          | -                              | -                              | -                              | 43    | 5     |
| 2008-2009             | Stade de Reims (prêt) | Ligue 2               | 17          | 6           | 2               | 4               | 1                 | 0                 | -          | -          | -                              | -                              | -                              | 20    | 10    |
| 2009-2010             | Dijon FCO             | Ligue 2               | 36          | 10          | 1               | 0               | 1                 | 0                 | -          | -          | -                              | -                              | -                              | 38    | 10    |
| 2010-2011             | Dijon FCO             | Ligue 2               | 23          | 4           | -               | -               | 1                 | 0                 | -          | -          | -                              | -                              | -                              | 24    | 4     |
| 2011-2012             | Dijon FCO             | Ligue 1               | 10          | 1           | -               | -               | 2                 | 0                 | -          | -          | -                              | -                              | -                              | 12    | 1     |
| Sous-total            | Sous-total            | Sous-total            | 69          | 15          | 1               | 0               | 4                 | 0                 | -          | -          | -                              | -                              | -                              | 74    | 15    |
| 2011-2012             | EA Guingamp (prêt)    | Ligue 2               | 19          | 7           | -               | -               | -                 | -                 | -          | -          | -                              | -                              | -                              | 19    | 7     |
| 2012-2013             | EA Guingamp           | Ligue 2               | 33          | 6           | 2               | 2               | 1                 | 0                 | -          | -          | -                              | -                              | -                              | 36    | 8     |
| 2013-2014             | EA Guingamp           | Ligue 1               | 28          | 1           | 4               | 0               | -                 | -                 | -          | -          | -                              | -                              | -                              | 32    | 1     |
| 2014-2015             | EA Guingamp           | Ligue 1               | 31          | 11          | 5               | 3               | 2                 | 1                 | 1          | 0          | C3                             | 7                              | 2                              | 46    | 17    |
| Sous-total            | Sous-total            | Sous-total            | 111         | 25          | 11              | 5               | 3                 | 1                 | 1          | 0          | -                              | 7                              | 2                              | 133   | 33    |
| 2015-2016             | Fujaïrah SC           | UAE Pro-League        | 24          | 7           | 4               | 1               | -                 | -                 | -          | -          | -                              | -                              | -                              | 28    | 8     |
| 2016-2017             | AS Nancy-Lorraine     | Ligue 1               | 20          | 1           | 2               | 0               | 1                 | 2                 | -          | -          | -                              | -                              | -                              | 23    | 3     |
| 2017-2018             | LB Châteauroux        | Ligue 2               | 5           | 0           | -               | -               | -                 | -                 | -          | -          | -                              | -                              | -                              | 5     | 0     |
| Total sur la carrière | Total sur la carrière | Total sur la carrière | 379         | 78          | 26              | 11              | 14                | 4                 | 1          | 0          | -                              | 7                              | 2                              | 427   | 95    |

## Palmarès
- Vainqueur de la Coupe de France en 2014 avec l'EA Guingamp.